# Neotoma phenax
La rata montera de Sonora o rata magueyera de Sonora (Neotoma phenax) es un mamífero roedor múrido que habita en el noroeste de México.
Mide de 33 a 43 cm desde la cabeza hasta la cola, aunque los machos son un poco mayores. Se distingue de otras ratas del género por tener las orejas muy largas, la cola muy peluda y la bula timpánica muy inflada. La cabeza es gris y el resto del cuerpo varía de gris a castaño, según la estación.
Se la encuentra en el sur de Sonora y el noroeste de Sinaloa, en zonas semidesérticas cercanas al Mar de Cortés. Construye sus madrigueras en lo alto de árboles, arbustos y cactáceas columnares.
Su distribución es fragmentada, y está amenazado por la expansión de la agricultura. Por esos motivos, la Unión Internacional para la Conservación de la Naturaleza lo considera una especie medianamente amenazada. 